# Mission Woods, Kansas
Mission Woods là một thành phố thuộc quận Johnson, tiểu bang Kansas, Hoa Kỳ. Năm 2010, dân số của xã này là 178 người.

## Dân số
Dân số các năm:
- Năm 2000: 165 người
- Năm 2010: 178 người